# Anna-Rose Clayton
Anna-Rose Clayton (East Grinstead) is een Brits-Nederlandse singer-songwriter.

## Biografie
Anna-Rose Clayton werd geboren in Verenigd Koninkrijk. Op vijfjarige leeftijd verhuisde ze naar Nederland waar haar muzikale ambities werden begonnen. Ze ging vaak naar Buitenkunst in Drenthe. Vanaf toen begon ze met muziek maken. Clayton wordt geïnspireerd door Anne-Marie en Lorde.
De zangeres bracht in 2021 haar debuutsingle 'Dancing Alone' uit. Al snel volgden meer singles. Clayton trad in 2022 staat op bij het muziekfestival Noorderslag en is ze supportact van onder andere Merol, Carly Rae Jepsen en Kae Tempest. Tevens brengt ze haar debuutsingle 'When I Call My Friends' uit.
In 2023 brengt Clayton de singles 'nEw Me' en 'No Room 4 U' uit, en in mei van datzelfde jaar tekende Clayton een contract bij platenlabel 8ball Music Tevens is Clayton in 2023 te gast bij 3FM Serious Request
Op 19 januari 2024 brengt Clayton de single 'Did U notice me?' uit. Tevens wordt ze door 3FM opgenomen in een lijst van tien meest veelbelovende acts van 2024.

## Discografie

### Albums
| Album                  | Verschijnen | Label | Hitlijsten | Hitlijsten | Hitlijsten | Hitlijsten | Opmerkingen |
| Album                  | Verschijnen | Label | BE (VL)    | BE (VL)    | NL         | NL         | Opmerkingen |
| Album                  | Verschijnen | Label | Piek       | Weken      | Piek       | Weken      | Opmerkingen |
| ---------------------- | ----------- | ----- | ---------- | ---------- | ---------- | ---------- | ----------- |
| When I Call My Friends | 4 mei 2022  |       |            |            |            |            |             |

### EP's
| Album           | Verschijnen   | Label | Hitlijsten | Hitlijsten | Hitlijsten | Hitlijsten | Opmerkingen |
| Album           | Verschijnen   | Label | BE (VL)    | BE (VL)    | NL         | NL         | Opmerkingen |
| Album           | Verschijnen   | Label | Piek       | Weken      | Piek       | Weken      | Opmerkingen |
| --------------- | ------------- | ----- | ---------- | ---------- | ---------- | ---------- | ----------- |
| Address Ur Mess | 14 maart 2025 |       |            |            |            |            |             |

### Nummers met noteringen in een hitlijst
| Lied                   | Verschijnen       | Album | Hitlijsten | Hitlijsten | Hitlijsten  | Hitlijsten  | Hitlijsten   | Hitlijsten   | Opmerkingen |
| Lied                   | Verschijnen       | Album | BE (VL)    | BE (VL)    | NL (Top 40) | NL (Top 40) | NL (Top 100) | NL (Top 100) | Opmerkingen |
| Lied                   | Verschijnen       | Album | Piek       | Weken      | Piek        | Weken       | Piek         | Weken        | Opmerkingen |
| ---------------------- | ----------------- | ----- | ---------- | ---------- | ----------- | ----------- | ------------ | ------------ | ----------- |
| Dancing Alone          | 10 januari 2020   | —     | —          | —          | —           | —           | —            | —            | —           |
| Fake Smiles            | 24 april 2020     | —     | —          | —          | —           | —           | —            | —            | —           |
| Bored as F             | 5 juli 2020       | —     | —          | —          | —           | —           | —            | —            | —           |
| Sour Sweet Sad Eyes    | 20 november 2020  | —     | —          | —          | —           | —           | —            | —            | —           |
| Drama Queen            | 19 maart 2021     | —     | —          | —          | —           | —           | —            | —            | —           |
| Bleachers              | 30 juli 2021      | —     | —          | —          | —           | —           | —            | —            | —           |
| OUCH!                  | 30 september 2022 | —     | —          | —          | —           | —           | —            | —            | —           |
| A+                     | 21 oktober 2022   | —     | —          | —          | —           | —           | —            | —            | —           |
| nEw Me                 | 2 maart 2023      | —     | —          | —          | —           | —           | —            | —            | —           |
| No Room 4 U            | 13 oktober 2023   | —     | —          | —          | —           | —           | —            | —            | —           |
| Did U notice me?       | 19 januari 2024   | —     | —          | —          | —           | —           | —            | —            | —           |
| I'm fine ;)            | 26 juli 2024      |       |            |            |             |             |              |              |             |
| When you call me (bby) | 15 november 2024  |       |            |            |             |             |              |              |             |
| Waterproof             | 7 maart 2025      |       |            |            |             |             |              |              |             |

- MusicBrainz: 36bc7766-7662-4e93-9e42-28700c18bfe1